# Onychoblestrum propinquum
Onychoblestrum propinquum is een mosdiertjessoort uit de familie van de Calloporidae. De wetenschappelijke naam van de soort is voor het eerst geldig gepubliceerd in 1885 door Waters.